# تپه بردلیک
تپه بردلیک مربوط به عصر مفرغ و عصر آهن است و در شهرستان ازنا، بخش جاپلق، دهستان جاپلق غربی، ۱/۷ کیلومتری جنوب غربی روستای کلبر واقع شده و این اثر در تاریخ ۲۲ آبان ۱۳۸۶ با شمارهٔ ثبت ۲۰۰۹۱ به‌عنوان یکی از آثار ملی ایران به ثبت رسیده است.